# Takaya Oishi
Takaya Oishi (Shizuoka, 7 juli 1972) is een voormalig Japans voetballer.

## Carrière
Takaya Oishi speelde tussen 1995 en 2002 voor Verdy Kawasaki, Sanfrecce Hiroshima, Yokohama FC en Jatco FC.

## Statistieken
| Japan   | Japan               | Japan           | League | League | Emperor's Cup | Emperor's Cup | J-League Cup | J-League Cup | Totaal | Totaal |
| Seizoen | Club                | League          | Wed.   | Goals  | Wed.          | Goals         | Wed.         | Goals        | Wed.   | Goals  |
| ------- | ------------------- | --------------- | ------ | ------ | ------------- | ------------- | ------------ | ------------ | ------ | ------ |
| 1995    | Verdy Kawasaki      | J. League 1     | 5      | 0      | 1             | 0             | -            | -            | 6      | 0      |
| 1996    | Verdy Kawasaki      | J. League 1     | 0      | 0      | 0             | 0             | 1            | 0            | 1      | 0      |
| 1997    | Verdy Kawasaki      | J. League 1     | 9      | 0      | 0             | 0             | 0            | 0            | 9      | 0      |
| 1998    | Verdy Kawasaki      | J. League 1     | 0      | 0      | 0             | 0             | 0            | 0            | 0      | 0      |
| 1998    | Sanfrecce Hiroshima | J. League 1     | 0      | 0      | 0             | 0             | 1            | 0            | 1      | 0      |
| 1999    | Yokohama FC         | Football League | 21     | 0      | 3             | 0             | -            | -            | 24     | 0      |
| 2000    | Yokohama FC         | Football League | 2      | 0      | 0             | 0             | -            | -            | 2      | 0      |
| 2001    | Jatco FC            | Football League | 18     | 0      |               |               | -            | -            | 18     | 0      |
| 2002    | Jatco FC            | Football League | 8      | 0      | -             | -             | -            | -            | 8      | 0      |
| Totaal  | Totaal              | Totaal          | 63     | 0      | 4             | 0             | 2            | 0            | 69     | 0      |